# Johan Albert Nordström

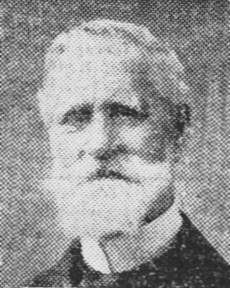
John Nordström

Johan (John) Albert Nordström, född 1841 i Fellingsbro, död 1928 i Djursholm var en svensk arkitekt.

## Biografi

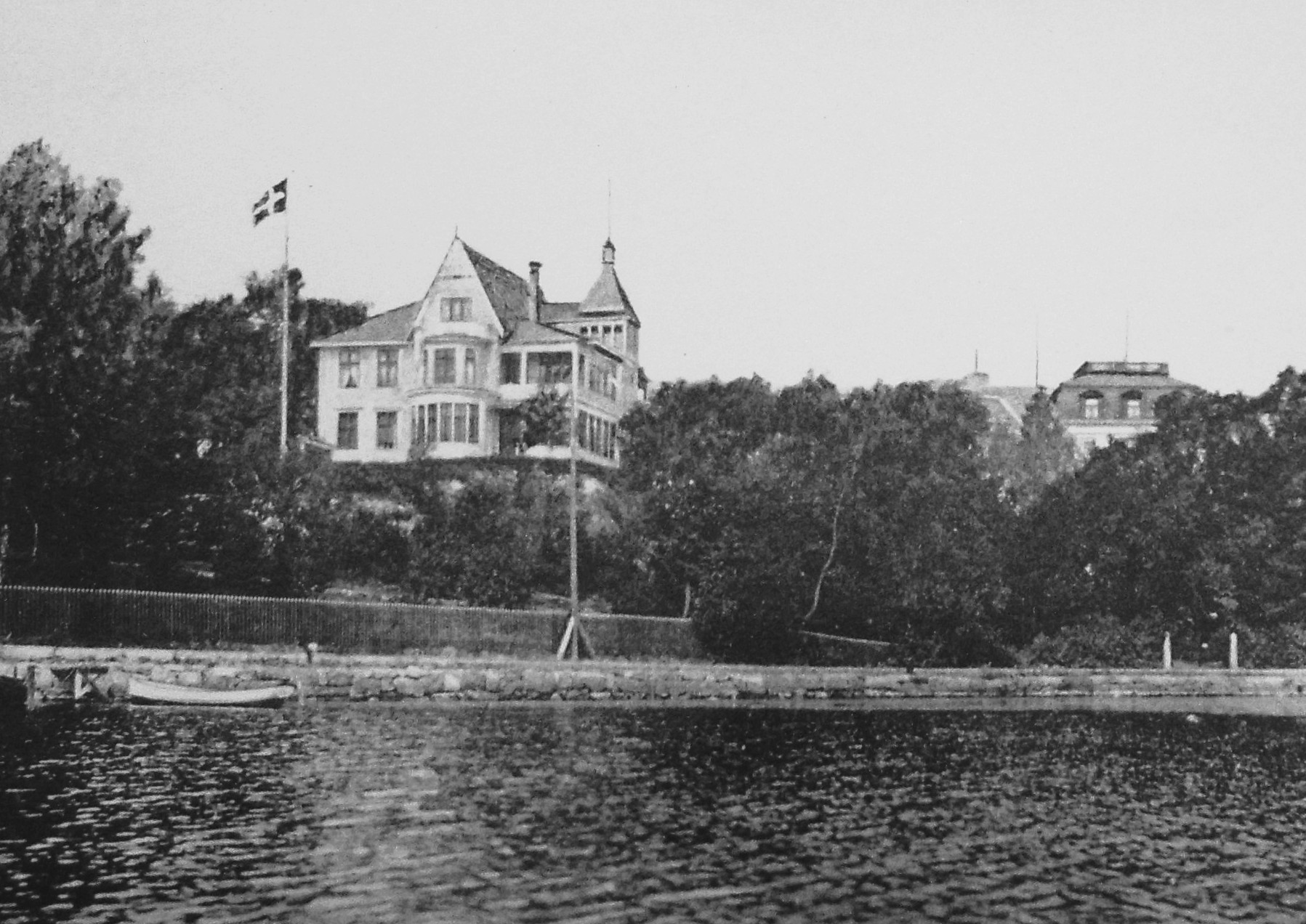
Villa Alphyddan i Djursholm på 1890-talet

I början av 1870-talet vistades Nordström ett par år i USA, där han var anställd på ritkontor. Vid återkomsten studerade han vid Kungliga Akademien för de fria konsterna 1873-1877. Han står bakom flera hyreshus i Stockholm bland annat Beväringen 1 (Strandvägen 43) och Beväringen 5 (Strandvägen 47) där han även var byggherre och fastighetsägare. Han ritade även husen vid Observatoriegatan 5, Bastugatan 12 och Parmmätargatan 11.
Bordström lät 1892 bygga Villa Alphyddan i Djursholm åt sig själv och sin familj. Han fann sin sista vila på Norra begravningsplatsen där han gravsattes den 10 maj 1928.